# Brigitte de Suède
Pour les articles homonymes, voir Sainte Brigitte et Brahe.
Brigitte Birgersdotter ou Sainte Brigitte de Suède, fille de Birger Persson (sv), prince suédois et issu de la famille des Brahe, est née en 1303 en Suède au domaine de la ferme Finsta (sv) dans la province historique de l'Uppland, et décédée le 23 juillet 1373. Mère de huit enfants dont Catherine de Suède, elle devient veuve en 1344. Après s'être retirée au monastère d'Alvastra, elle se fixe en 1349 à Rome où elle se consacre à des pèlerinages, une vie d'intense apostolat et de prière assidue. Renommée pour ses prophéties et ses révélations mystiques, elle est connue pour ses prises de position politiques et religieuses n'hésitant pas à donner ses avis aussi bien sur la gouvernance des États que de la papauté réfugiée à Avignon.
Après un pèlerinage en Palestine, elle mourut à Rome le 23 juillet 1373. Canonisée dès 1391, elle fut d'abord fêtée le 8 octobre puis le 23 juillet. Jean-Paul II l'a proclamée co-patronne de l'Europe avec sainte Catherine de Sienne et la philosophe Edith Stein canonisée sous le nom de sainte Thérèse-Bénédicte de la Croix.

## Vie
Brigitte est la petite-nièce de la bienheureuse Ingrid Elofsdotter, fondatrice d'un couvent dominicain à Skänninge (Ostrogothie) ; elle naît dans une famille proche de la cour royale de Suède. Son père a généreusement doté églises et abbayes, en particulier le monastère cistercien de Skoo ; son frère, Israël Birgersson, participe à la rédaction de la Loi nationale qui fixe le texte du serment prononcé par le roi au moment de son élection. Elle vit dans un milieu de « langmän », l’élite sociale et politique dans la Suède médiévale.  
En 1316 ou 1318, elle épouse Ulf Gudmarson (sv), prince et sénéchal de Néricie, dont elle a huit enfants. En 1335, elle est nommée intendante par le roi Magnus IV de Suède. Elle commence à recevoir des visions mystiques à partir de 1343. En 1342, Brigitte et son mari se rendent en pèlerinage, à pied, à Saint-Jacques-de-Compostelle, accompagnés d’un moine du monastère d’Alvastra. À la suite de ce long voyage, Ulf tombe malade, fait vœu de chasteté et est accueilli comme novice chez les cisterciens d’Alvastra. Il meurt en 1344. 
Après la mort de son mari, Brigitte demeure plusieurs années à Alvastra pour y étudier, puis fonde le monastère double de Vadstena dans le diocèse de Linköping en 1346 avec l'aide du roi Magnus et de la reine Blanche. Brigitte y institue un ordre nouveau : l’ordre du Très Saint Sauveur (ordre des religieuses du Saint-Sauveur connues comme « les Brigittines ») qui suivait la règle de saint Augustin. 
Lors d’une grande vision en 1345, elle entend une voix lui dire : « Je suis ton Dieu qui veut parler avec toi ; je ne parle pas seulement pour toi mais pour le salut des autres. Tu seras mon canal ». Dès lors, Brigitte délivre des messages concernant l’urgence du retour de la papauté à Rome, préconise une réforme de l’Église dans sa hiérarchie et ses ordres religieux, et réclame la conversion des pécheurs. Pour promouvoir ces réformes, elle s’adresse non pas au peuple mais aux souverains, aux papes et aux grands de ce monde. Elle se rend à Rome pour le jubilé de 1350, et s’y installe pendant les vingt ans qui suivront, parcourant la péninsule, de pèlerinage en pèlerinage. 
Entre 1350 et 1360, elle rédige les livres de ses Révélations, et vers 1361, une lettre autographe en suédois, connue dans sa traduction latine sous le nom d’Extravagante 80. Ces Révélations peuvent être considérées comme « des textes politiquement efficaces » dans la mesure où ils présentent le roi de Suède comme l’incarnation de la parole divine et légitiment son pouvoir tout en lui donnant des conseils pour un bon gouvernement. À l’été 1370, Brigitte et son confesseur, l’ermite Alfonso de Jaén, séjournent à Montefiascone pour tenter de convaincre le pape Urbain V de rentrer à Rome au lieu de retourner à Avignon. La même démarche est entreprise auprès du nouveau pape, Grégoire XI, mais sans succès. 
Vers 1372-1373, elle effectue un grand pèlerinage en Terre sainte, visitant Jérusalem ; à Bethléem, elle a une vision célèbre qu'elle a décrite avec précision : Joseph et la Vierge enceinte entrent dans la grotte suivis d’un âne et d’un bœuf, et peu après, Marie agenouillée vers l’orient salue la naissance de son fils tandis que les anges entonnent un chant d’allégresse. Le 13 avril 1372, Brigitte arrive à Famagouste sur l’île de Chypre où prévaut une situation politique agitée. Son dernier confesseur, Alfonso de Jaén, est pour Brigitte, depuis leur rencontre en 1368, à la fois secrétaire-éditeur et interprète lorsqu’elle doit s’exprimer à l’oral en langue latine. D’avril à juillet 1373, Alfonso transmet à Grégoire XI trois révélations reçues par Brigitte, et par lesquelles la Vierge, puis le Christ enjoignent à ce pape d’entamer la réforme dont l’Église a besoin. 
Sainte Brigitte s’éteint à Rome le 23 juillet 1373, peu après son retour de Terre Sainte.

## Postérité
Le 7 octobre 1391, sainte Brigitte de Suède est canonisée par le pape Boniface IX et elle devient et reste particulièrement populaire dans les pays scandinaves, l’Allemagne, la Pologne et la Hongrie. En 1623, sa fête est inscrite dans le calendrier romain général à célébrer le 7 octobre, mais on la déplace en 1628 au jour suivant, 8 octobre, pour ne pas empêcher la célébration du pape saint Marc. Elle reste encore à cette date dans le calendrier romain général 1960, mais en 1969, elle est mise en harmonie avec le dies natalis de la sainte, sa nativité (à l'éternité), le 23 juillet (1373).
Sainte Brigitte, qui a œuvré de son vivant pour l'unité au sein de l'Église catholique, devient un exemple pour l'unité des chrétiens. En 1991, les trois ordres fondés par la sainte avaient écrit à Jean-Paul II pour lui demander de proclamer sainte Brigitte « patronne de l'Europe ». Une demande dans ce sens lui avait été également adressée par la conférence des évêques catholiques scandinaves et par l'Église luthérienne.
Elle a été déclarée co-patronne de l'Europe par le pape Jean-Paul II le 1er octobre 1999, à l'ouverture du synode sur l'Europe, en même temps que Catherine de Sienne et Edith Stein (Thérèse-Bénédicte de la Croix) : « ce n'est pas par hasard que l'une de ses filles, Catherine, soit vénérée comme sainte », dit à ce propos le pape.

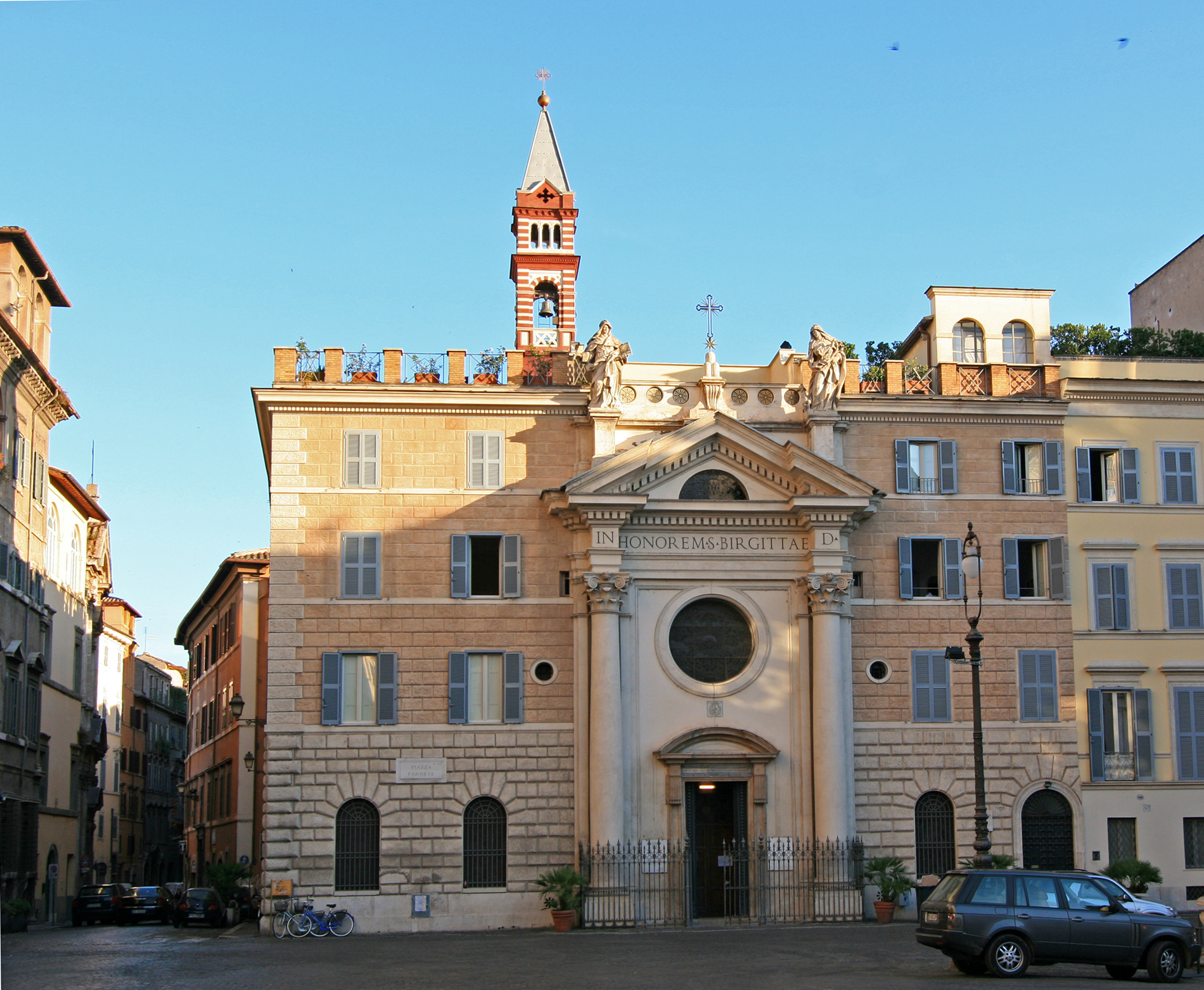
Église Sainte-Brigitte à Rome.

Sainte Brigitte de Suède est patronne de la Suède et des pèlerins. Les apparitions, extases et locutions ont été approuvées par trois papes et par le concile de Bâle de 1436, et leur absolue authenticité et véracité ont été confirmées par le pape Jean-Paul II[réf. souhaitée].
Cette sainte est révérée car elle a su mener une vie d’une grande dévotion et de piété dans le cadre de ses responsabilités publiques et de sa vie d’épouse, de mère de huit enfants, et dans sa vie religieuse jusqu'à sa mort. 
Elle est appelée Brigitte en France, Birgitta en Suède, Brigitta en Allemagne, Bridget en Grande-Bretagne, Brígida en Espagne et Brigida en Italie.
Le 27 octobre 2010, Benoît XVI a consacré sa catéchèse à sainte Brigitte de Suède.

## LesRévélations
Lorsque Brigitte recevait une de ses révélations, elle la prenait d'abord sous forme de notes en suédois, puis la faisait traduire en latin par le moine Pierre, prieur de l'abbaye d'Alvastra, ou par l’un de ses confesseurs ; elle s’assurait de la conformité des deux versions, sans pouvoir toutefois en contrôler parfaitement le texte, car elle ne maîtrisait pas suffisamment le latin. 
C’est à Alfonso de Jaén que fut confiée la lourde tâche de publier ces Révélations, dont l’édition est achevée en 1379. Une nouvelle édition, augmentée d’Additions et de Déclarations paraît dans le courant des années 1380. Elles ont été imprimées à Rome en 1455, et traduites en français sous le titre de Prophéties merveilleuses de sainte Brigitte, à Lyon, en 1536. La totalité des Révélations a fait l’objet, de nos jours d’une édition critique entre 1956 et 2002.
Les Quinze Oraisons sont un recueil de prières attribuées à sainte Brigitte, sans certitude.

## Éditions critiques
- Sancta Birgitta. Revelaciones Lib. I. Ed. by C.-G. Undhagen. Stockholm 1978.
- Sancta Birgitta. Revelaciones Lib. II. Ed. by C.-G. Undhagen† and B. Bergh. Stockholm 2001.
- Sancta Birgitta. Revelaciones Lib. III. Ed. by A.-M. Jönsson. Stockholm 1998.
- Sancta Birgitta. Revelaciones Lib. IV. Ed. by H. Aili. Stockholm 1992.
- Sancta Birgitta. Revelaciones Lib. V. Ed. by B. Bergh. Uppsala 1971.
- Sancta Birgitta. Revelaciones Lib. VI. Ed. by B. Bergh. Stockholm 1991.
- Sancta Birgitta. Revelaciones Lib. VII. Ed. by B. Bergh. Uppsala 1967.
- Sancta Birgitta. Revelaciones Lib. VIII. Ed. by H. Aili. Stockholm 2002.
- Sancta Birgitta. Revelaciones extravagantes Ed. by L. Hollman. Uppsala 1956.
- Sancta Birgitta. Opera minora Vol. I. Regula Salvatoris Ed. by. S. Eklund. Stockholm 1975.
- Sancta Birgitta. Opera minora Vol. II. Sermo angelicus Ed. by. S. Eklund. Uppsala 1972.
- Sancta Birgitta. Opera minora Vol. III. Quattuor oraciones Ed. by. S. Eklund. Stockholm 1991.

## Iconographie
Aili, H. & Svanberg, J., Imagines Sanctae Birgittae. The Earliest Illuminated Manuscripts and Panel Paintings Related to the Revelations of St. Birgitta of Sweden, Stockholm, The Royal Academy of Letters, History and Antiquities, 2003.
La sainte est souvent représentée avec un cœur accompagné de la croix rouge de Jérusalem, ou croix des Templiers, pour indiquer la grande dévotion qu'elle portait à la Passion du Christ.

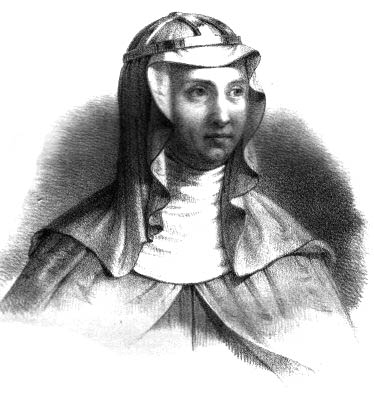
Sainte Brigitte.
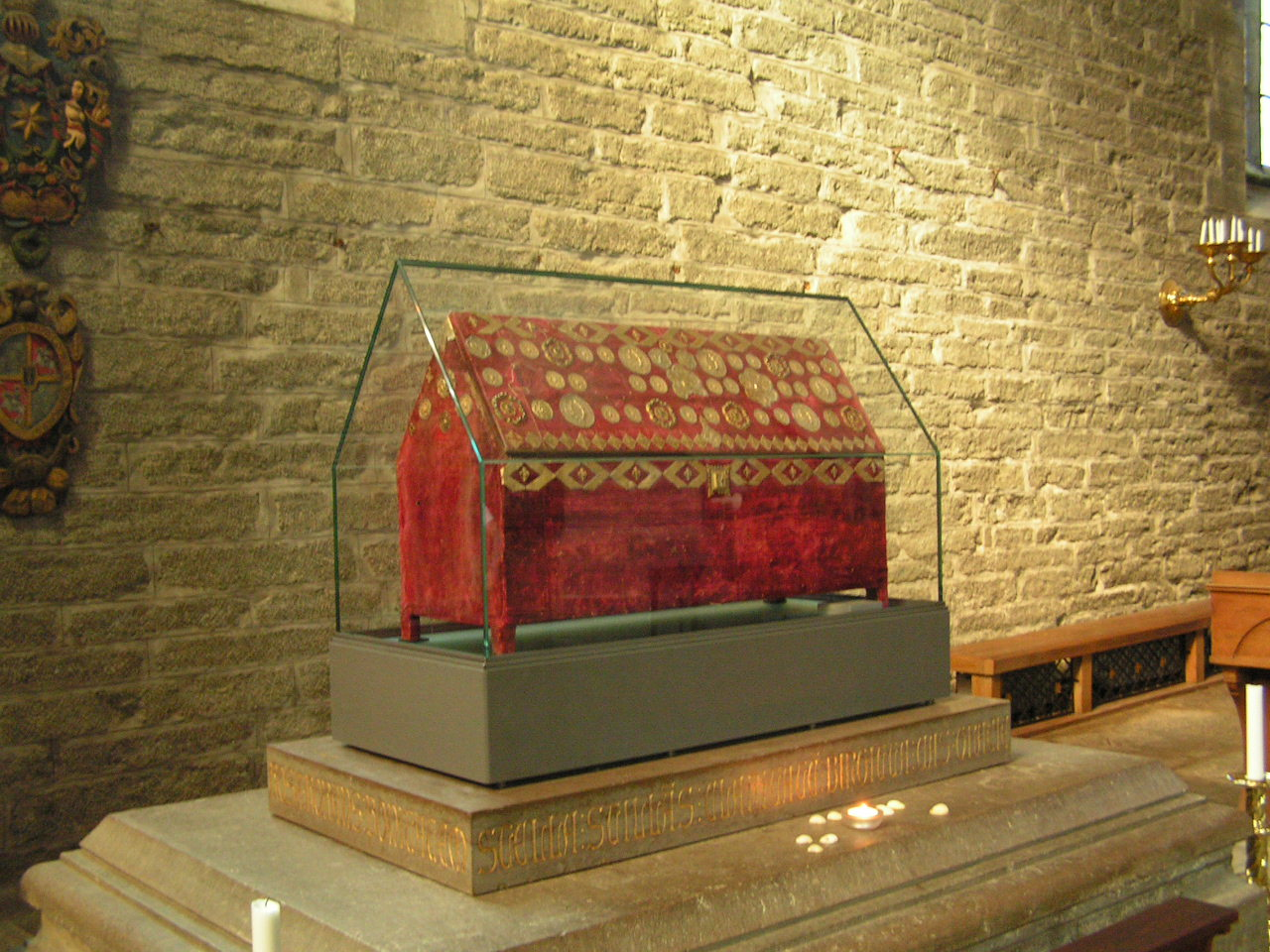
La tombe de sainte Brigitte dans l'église de l'abbaye de Vadstena.
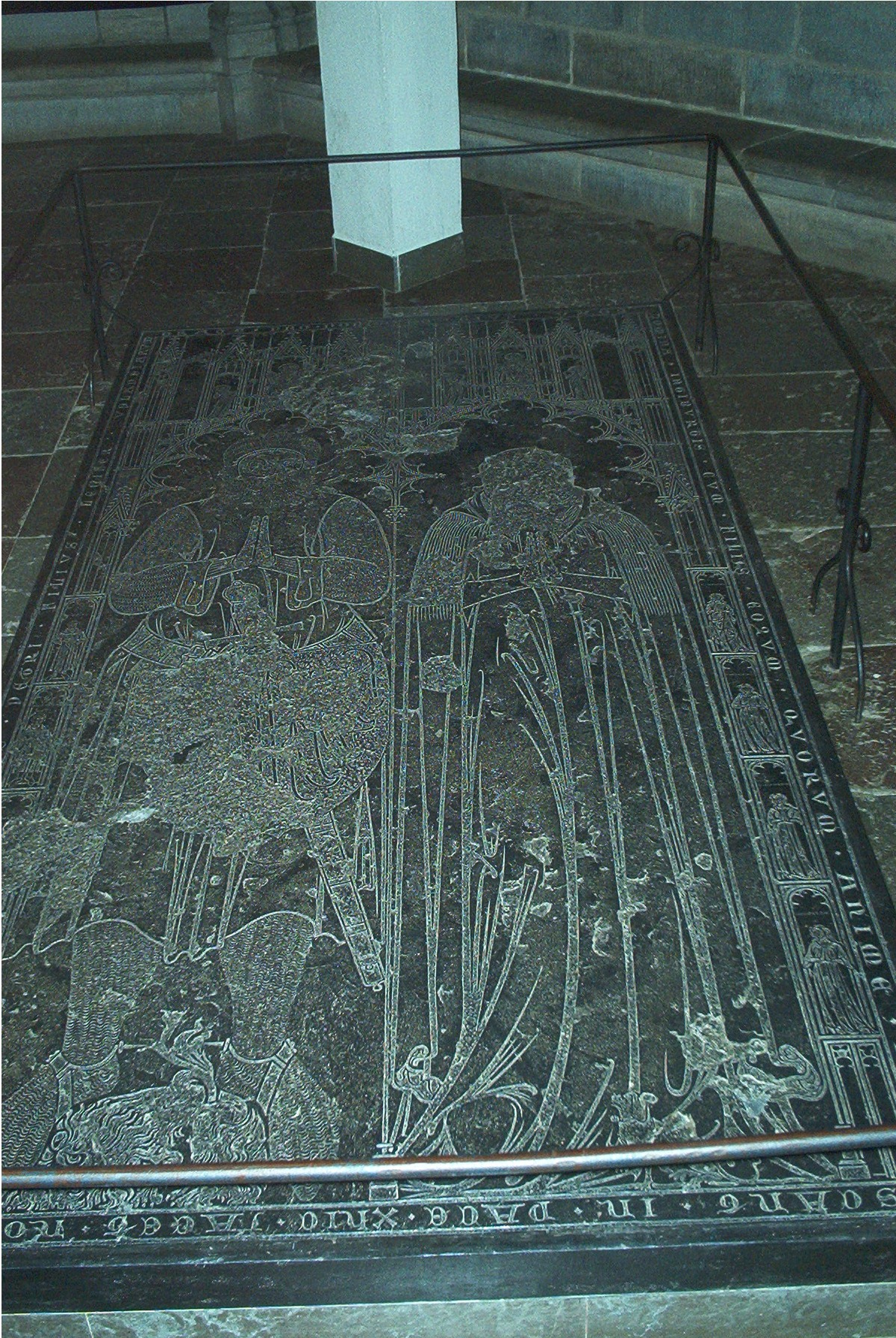
La tombe de ses parents à la cathédrale d'Uppsala.
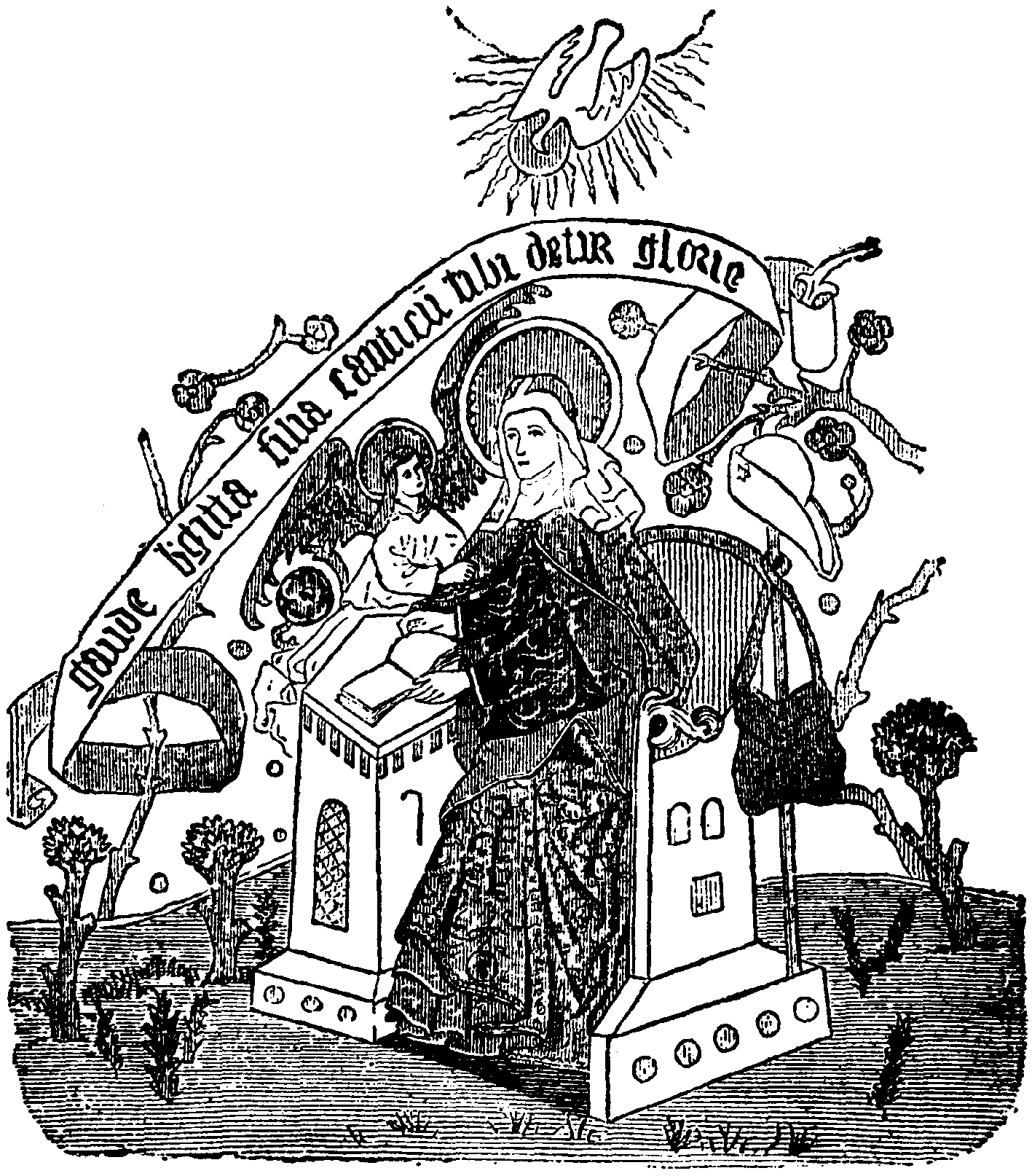
Gravure de sainte Brigitte.